# Hichem Ben Mahmoud
Pour les articles homonymes, voir Ben Mahmoud.
Hichem Ben Mahmoud (arabe : هشام بن محمود) est un enseignant et dignitaire religieux tunisien. Il est imam de la mosquée Zitouna à Tunis, puis mufti de la République tunisienne à partir de décembre 2022.

## Biographie
Né à Sousse, il est septuagénaire en 2022. Il est le fils du théologien et mufti hanafite Mohamed El Mokhtar Ben Mahmoud (1904-1973), lui-même fils du théologien et mufti hanafite Mahmoud Ben Mahmoud (mort en 1925),,,.
Hichem Ben Mahmoud enseigne l'éducation religieuse pendant plusieurs années avant de devenir le premier imam de la mosquée Zitouna à Tunis. Le 23 décembre 2022, il est nommé par décret présidentiel au poste de mufti de la République tunisienne, remplaçant ainsi le cheikh Othman Battikh décédé le 25 octobre précédent,. Avant la publication du communiqué annonçant cette nomination, le président Kaïs Saïed se rend en personne à la mosquée Zitouna pour s'entretenir avec le nouveau mufti.